# Мегарска школа
Мегарската школа (на гръцки: Μεγαρική σχολή) е една от сократическите школи. Основана е от ученика на Сократ Евклид Мегарски в IV век пр. Хр. Видни представители на Мегарската школа са Евбулид Милетски, Стилпон, Диодор Крон, Евфант и други, които са източник на множество традиционни софизми. Мегарската школа съчетава идеите на Сократ, елеатската школа и софистите. Основни интереси в Мегарската школа са въпросите, свързани с логиката, изкуството, словесния спор, сократическата етика и други.

## История
Мегарската философска школа е основана от Евклид от Мегара, който е бил един от учениците на Сократ в края на 5 век пр. н. е. Неговите наследници, като ръководител на училището в Мегара, се казва, че са били Ихтиас (средата на IV в. пр. н. е.) и Стилпо (края на IV в. пр. н. е.).
Чрез Стилпо се казва, че меганското училище е повлияло на Пиро, Еретрийската школа и Асклепиади. Зенон е учил при Стилпо и Диодор Кронос. Диодор и Фило са оказвали най-голямо влияние върху развитието на стоическата логикистика.

## Философия
Евклид е бил ученик на Сократ, но древните историци са го считали за наследник на елеатиката, поради което философията му е била разглеждана като сливане на елеатическата и сократската мисъл. По този начин елеатическата идея за „Единственото“ се идентифицира със сократската „Форма на доброто“, а противоположното на доброто се счита от Евклид за несъществуваща. Но акцентът на неговата мисъл не е върху битието, а върху доброто, а идеята, че това, което е противоположно на доброто, не съществува, произтича от разбирането на единството на доброто. Тази тема е типично сократична. Важното е моралното благо и волята на добрия човек да се стреми към нея. Твърди се, че Стилпо е продължил елеатическата тенденция, като наложил строг монизъм и е отричал всяка промяна и движение, а също е отхвърлял всички промени и движения, и също отхвърля теорията за формите на Платон. В етиката Стилпо преподавал на свобода, самоконтрол и самодостатъчност, приближавайки се до учението на циниците, друга сократска школа.
Освен изучаването на логически пъзели и парадокси, диалектиците направиха две важни логически иновации, като преразгледаха модалната логика и започнаха важен дебат за естеството на условните твърдения. Това беше дело на Диодор Кронос и Фило Диалектикът, единствените двама членове на Диалектическата школа, за които имаме подробна информация. Чрез развитието на логиката на предложенията диалектическата школа изиграва важна роля в развитието на логиката, която беше важен предвестник на стоическата логика.